# ゴールドストーン (宝石)

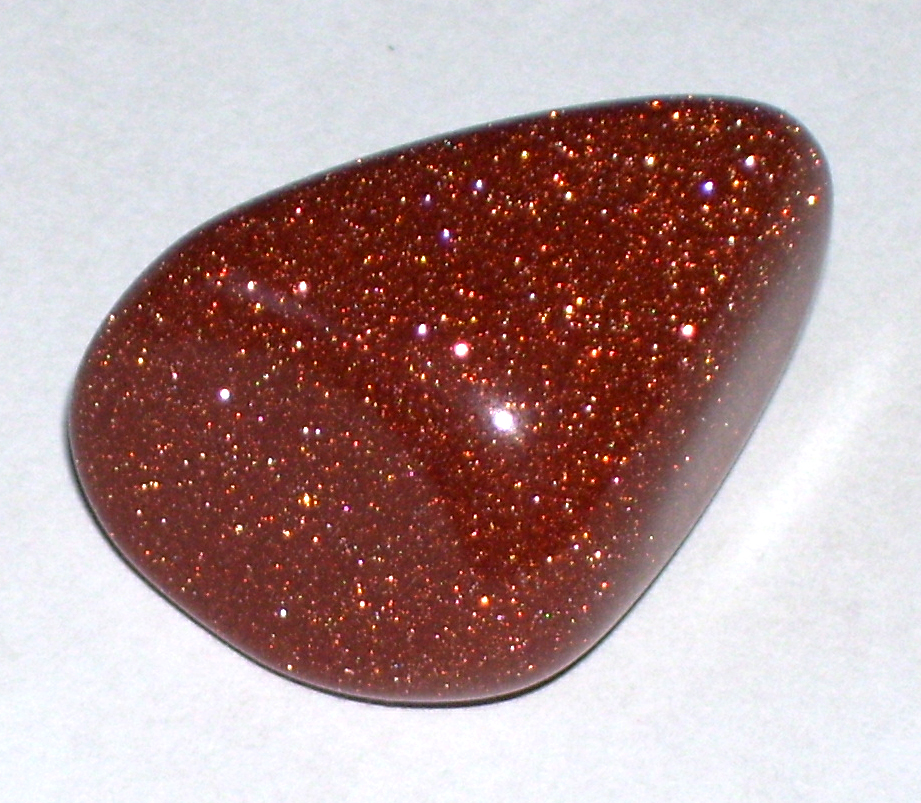
ゴールドストーン

ゴールドストーン (Goldstone) とはガラスの一種。金砂石ともいう。
茶や紺のガラスに銅の粉末が練りこまれており、銅が光を反射することから砂金を固めたように見える。赤っぽい色のものは茶金石、青っぽい色のものは紫金石と呼ばれる。天然石として売られていることが多いが、人造的に作り出すことができる人造石もある。
ベースがガラスのため衝撃には比較的弱く、高温下では溶ける危険性がある。